# 한국어 위키백과
한국어 위키백과(영어: Korean Wikipedia)는 한국어로 운영되는 위키백과의 다언어판 가운데 하나로서, 2002년 10월 11일에 시작되었다. 또한 2025년 8월 11일 현재 한국어 위키백과에는 넘겨주기, 토론, 그림 등 페이지로 불리는 모든 문서를 포함하면 총 3,442,786개가 수록되어 있으며, 넘겨주기를 포함한 일반 문서 수는 1,573,105개, 그중 넘겨주기, 막다른 문서를 제외한 일반 문서 수는 718,182개이다. 위키백과 언어판 중에서 22번째로 크고 한국어로 된 위키 중에서는 1위 규모이며, 기호는 ko이다.

## 역사
위키백과의 최상위 도메인이 .com이던 시절 ko.wikipedia.com에 구판 미디어위키가 깔렸으나 한글 처리에 문제가 있어 글을 올릴 수도 없는 이름뿐인 곳이었다. 2002년 10월에 새로운 위키 소프트웨어를 쓰면서 한글 처리 문제가 풀리기 시작했지만, 가장 많은 사람이 쓰는 인터넷 익스플로러에서는 인코딩 문제가 여전했다. 이런 이유로 초기에는 도움말을 옮기거나 쓰는 일에 어려움을 겪었다. 이런 어려움이 있었는데도 위키백과 통계로는, 2002년 10월에서 2003년 7월까지 열 달 사이에 글이 13개에서 159개로 늘었고 2003년 7월과 8월 사이에는 한 달 만에 159개에서 348개로 늘어났다. 2003년 9월부터는 인터넷 익스플로러의 인코딩 문제가 사라졌으며, 대한민국 언론에서도 몇 차례 위키백과를 소개하면서 참여자가 점증하리라고 예측했다. 참고로 한국어 위키백과의 최초 문서는 2002년 10월 12일에 등재된 지미 카터 문서이다.
2005년 6월 5일 양자장론 문서 등재를 기점으로 총 등재 문서 수가 1만 개를 돌파하였고 이어 동년 11월에 제1회 정보트러스트 어워드 인터넷 문화 일반 분야에 선정되었다. 2007년 8월 9일에는 《한겨레21》에서 한국어 위키백과와 위키백과 오프라인 첫 모임을 취재한 기사를 표지 이야기로 다루었다.
2008년 광우병 촛불 시위 때 생긴 신조어인 명박산성이 한국어 위키백과에 등재되고 이 문서의 존치 여부를 두고 갑론을박의 과정이 화제가 되고 각종 매체에도 보도가 되었다. 시위대의 난입과 충돌을 방지하기 위해 거리에 설치되었던 컨테이너 박스를 이명박 정부의 불통으로 풍자를 하기 위해 사용된 이 신조어는 중립성을 지켰는지와 백과사전에 올라올 만한 문서인지가 쟁점이 되었는데 일시적으로 사용된 신조어일 뿐이라는 주장과 이미 여러 매체에서 사용되어 지속성이 보장되었다는 주장 등 논쟁이 벌어졌고 《다음 아고라》 등지에서 이 항목을 존치하는 방안을 지지하는 의견을 남기기 위해 여러 사람이 새로 가입하는 등 혼란이 빚어졌다. 11월 4일에는 다음커뮤니케이션에서 《글로벌 세계 대백과사전》을 기증받았으며, 2009년 3월에는 서울특별시로부터 콘텐츠를 기증받았다. 2009년 6월 4일에는 액세스권 문서의 등재를 기점으로 10만 개 문서 수를 돌파했다.
2011년 4월 16일에는 대한민국에서의 위키미디어 프로젝트를 지원하는 모임을 결성할 것을 추진하는 논의가 이뤄졌고 이후 2012년 3월 10일 위키미디어 대한민국 지부 창립준비위원회 결성을 거쳤다. 2014년 10월 19일 창립총회를 개최하였으며, 최종적으로 2015년 11월 4일 사단법인 한국 위키미디어 협회가 결성되어 활동 중에 있다. 그리고 2019년 미국 위키미디어재단으로부터 한국 지역 지부(챕터)로 승인을 받았다.
2012년 5월 19일에는 보비 탬블링 문서의 등재를 기점으로 총 20만 개 문서가 등재되었고 2015년 1월 5일, 《Rojo -Tierra-》 문서 등재를 기점으로 총 30만 개 문서, 2017년 10월 21일에는 충청남도 동물위생시험소 문서 등재로 40만 개의 문서까지 등재되었다. 2020년 6월 15일에는 규장전운 문서의 등재로 50만 개의 문서까지 등재되었으며 2022년 8월 16일 광기의 밍크스 문서를 기점으로 60만 문서가 등재되었다. 2025년 3월 18일에 70만 번째 문서인 존 몽고메리가 등재되었다.

## 특징
| 등록된 사용자 수 | 등록된 일반 문서 수 (넘겨주기 포함) | 등록된 일반 문서 수 (넘겨주기/막다른 문서 제외) | 등록된 파일 수 | 관리자 수 |
| ---------------- | ----------------------------------- | ----------------------------------------------- | -------------- | --------- |
| 917,474          | 1,573,105                           | 718,182                                         | 14,605         | 27        |

한국어 위키백과는 한국어의 문자인 한글로 쓰이며 한자는 표제어를 한자 표기하거나 동음이의어로 인한 혼란을 방지하기 위한 병행 표기의 용도로만 쓰인다. 국한문혼용 표기 도입을 추진하는 다지모라는 그룹이 있었고 국한문혼용 프로젝트를 위한 본래 한국어 위키백과와 분리된 프로젝트의 설립이 추진되었으나 메타위키에서 거부되었다.
한국어를 쓰는 사람들은 주로 대한민국과 조선민주주의인민공화국에 거주하고 있으나 조선민주주의인민공화국 사람들은 인터넷 검열로 인해 접속을 하지 못해 한국어 위키백과를 대표하지 않고 있고 대한민국 사람들이 대부분 한국어 위키백과를 편집하고 있다. 이에 따라 현재 한국어 위키백과의 공식 표기는 한국어를 조선민주주의인민공화국에서 가리키는 말인 '조선어'를 쓰지 않고 '한국어'를 쓰고 있다. 다만 '조선민주주의인민공화국'의 표기는 모든 국가와 집단에 대해서 중립적 시각을 지킨다는 원칙에 따라 대한민국에서 쓰는 말인 '북한'이라는 말은 지양하고 대신 '조선민주주의인민공화국'이란 용어로 풀어서 쓰고 있다.

## 파생 서비스
한국어 위키백과는 크리에이티브 커먼즈 저작자표시-동일조건변경허락 3.0에 따라 자유롭게 수정하고 배포할 수 있으므로, 여러 기업에서 다양한 방식으로 위키백과의 콘텐츠를 사용한다.
2005년 8월 11일부터는 엠파스에서 한국어 위키백과 테이터베이스를 검색해 자신들의 통합 검색을 이용하여 검색하는 사용자들에게 제공하기 시작했다. 2007년 7월 6일부터는 SK텔레콤에서 SK텔레콤 가입자들이 휴대전화 무선 인터넷 네이트를 이용해 한국어 위키백과의 문서를 검색하는 서비스를 시작했다. 8월 21일부터는 포털사이트 다음이 백과사전 서비스에 사용하고자 한국어 위키백과와 영어 위키백과의 글을 가져가 반영하였으며 네이버도 2008년 1월 11일부터 한국어 위키백과와 영어 위키백과의 글을 검색 결과에서 우선으로 노출한다.

## 사건사고 및 비판

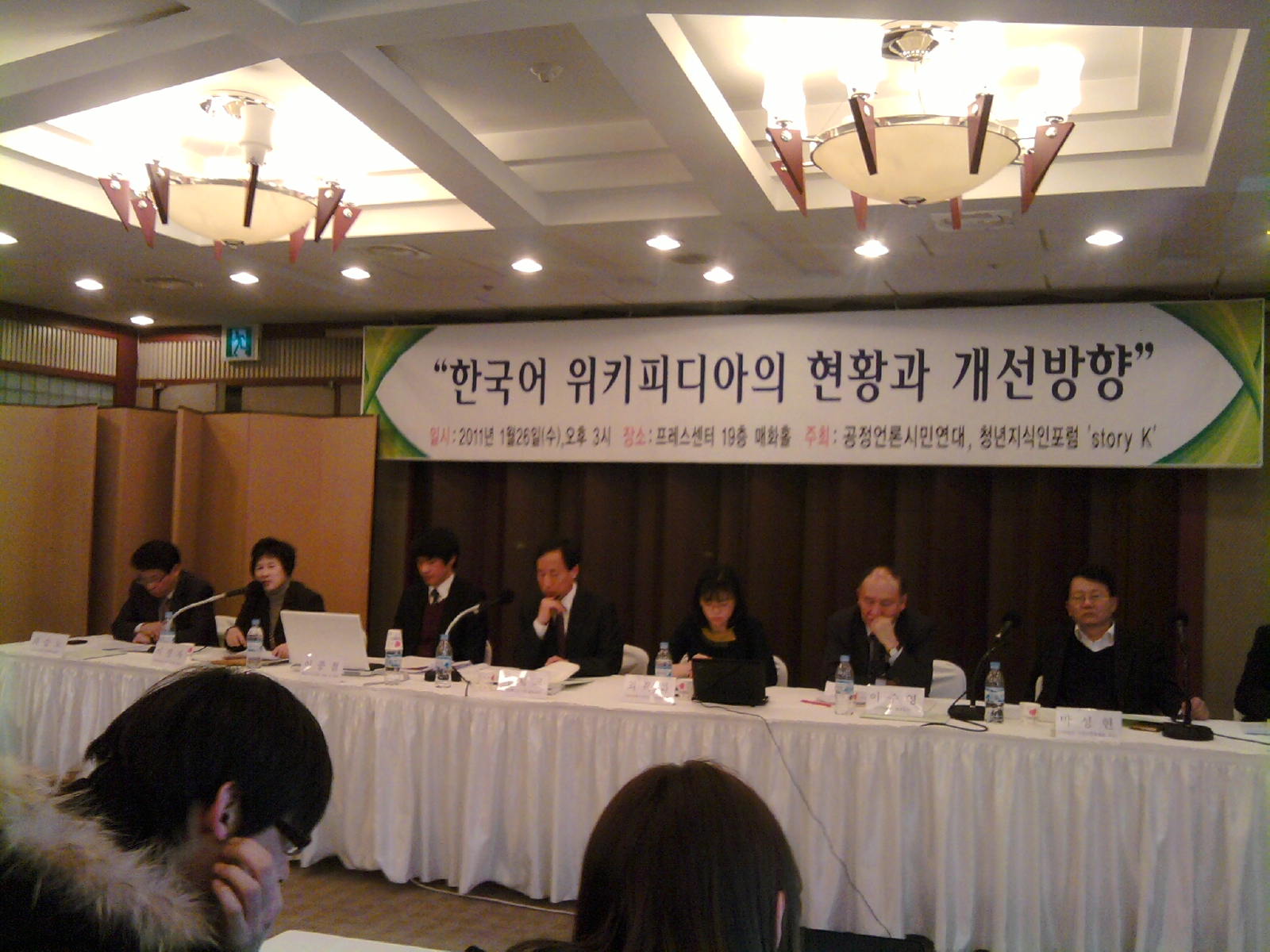
프레스센터 매화홀에서 공정언론시민연대와 청년지식인포럼 story K가 주최하여 한국어 위키백과를 주제로 한 포럼이 치러지고 있다.

### 내부적 문제
인터넷이 잘 발달되어 있다고 평가받는 대한민국에선 다른 언어판인 일본어 위키백과, 영어 위키백과 등 다른 언어판에 비해 부진하다는 평가를 받는다. 이 원인에 대해서 지미 웨일스는 네이버 지식iN 등 집단협업 서비스가 이미 제공되어 있었고 다른 나라에서는 위키백과와 같은 모델에 처음 소개될 때가 인터넷이 막 구축이 되던 시기여서 매우 열광적인 호응을 얻었던 반면 대한민국은 그렇지 않았기에 별다른 반응을 얻지 못해서 부진하고 있다고 말했다. 진중권 교수는 서양에서는 16세기 구텐베르크 인쇄술 발명을 시작으로 해서 문자 문화가 역사적으로 발달해왔지만 대한민국은 문맹 탈출의 역사가 몇십 년 밖에 안되었고 구술 문화가 강해서 부진하고 있다고 분석하였다. 그 외에도 전문직 종사자들이 지식의 기부 활동에 소극적이다는 점, 사회 전반적으로 전문화 수준이 낮다는 점, 대한민국에 협업 문화가 성숙되지 않았다는 점 등이 한국어 위키백과의 부진의 원인으로 거론되고 있다.
한국어 위키백과를 비판하는 사람들은 내용 중에 일차 서술이 아닌 번역된 내용이 많다고 지적한다. 다수의 사람의 참여와 토론으로 전문적 지식을 쌓고자 하는 본연의 취지가 흐려진다는 것이 지적의 이유이다.
2016년 8월 2일, 위키트리는 나무위키가 고유의 편향적 매력으로 서비스 약 1년 만에 대한민국에서 한국어 위키백과를 대체하였다고 보도하였다. 한국어 위키백과는 중립적 시각을 지키고 출처가 있어야 하는 등 진입 장벽은 높은 편인데 반해, 나무위키는 중립적인 시각을 찾기 어렵고 지나치게 주관적이라는 비판이 있으나 편향적 서술을 허용하고 편집도 엄격하지 않게 되어있는 등 진입 장벽이 낮은 편이다.

### 문서 훼손
2008년 12월 18일, 한 IP 사용자가 성승헌 문서에 "성승헌은 캐스터이다. 그리고 똥을 잘 싼다. 뿌직뿌직."이라는 내용으로 교체를 하였고 이는 이내 1분 만에 되돌려졌다. 하지만 이 내용이 그대로 네이버 검색에 노출된 채로 장기간 방치되고 이내 여러 사이트에 퍼져 화제가 되고 네이버 실시간 검색어 1위까지 올라갔던 바가 있다. 성승헌 본인은 이 사건에 대해 이 단어를 지적재산권으로 등록하고 사업에서 써먹을 생각하고 있다며 좋게 생각하고 있다고 하였다.
2017년 2월 28일에는 문재인 문서와 이재명 문서에 가해진 문서훼손이 타 사이트로 그대로 노출되는 사건이 있었다. 문재인과 이재명의 기본 정보에서 국적을 대한민국에서 조선민주주의인민공화국의 정치인으로 바꿔놓은 문재인 문서 2017년 2월 27일 (월) 03:23 판와 2017년 2월 27일 (월) 03:13 판이 포털사이트 네이버에 그대로 갱신된 것인데, 위키백과 문서는 오후 9시에 문재인 문서가 수정되었고 이재명 문서도 9시에 수정되었으나 네이버 검색결과는 오후 4시에 들어서 뒤늦게 정정되었다. 이에 대해 문재인 측은 편집의 고의성 여부를 따져 강경하게 대응할 방침을 시사하고, "허위 사실 유포가 개인 행위로 넘기기에는 위험한 측면이 있다"면서 "특정인의 조직적 사주 여부를 확인할 필요"가 있다고 밝혔다. 중앙선거관리위원회 역시 "가짜 정보 유포는 당장 선거법으로 규제하기에는 논란의 여지가 있으나, 선거를 앞두고 당선과 낙선을 위해 의도적ㆍ조직적 허위사실 유포 행위를 지속할 경우, 법적 처벌을 강구할 필요가 있다"는 입장을 밝혔다. 서울중앙지검 공안2부는 이와 같이 문서에 허위 사실을 기재한 건으로 소프트웨어 개발업체 대표 양모씨를 공직선거법 위반과 정보통신망이용촉진 및 정보보호 등에 관한 법률 위반 혐의로 불구속 기소하였다.

## 갤러리

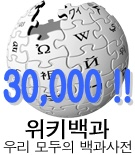
한국어 위키백과 문서 개수 30,000개 달성 당시 로고 (2006년 12월 14일)
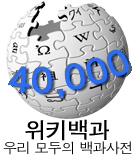
한국어 위키백과 문서 개수 40,000개 달성 당시 로고 (2007년 8월 2일)
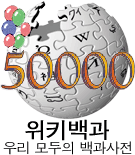
한국어 위키백과 문서 개수 50,000개 달성 당시 로고 (2008년 1월 4일)
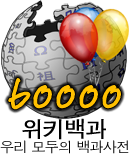
한국어 위키백과 문서 개수 60,000개 달성 당시 로고 (2008년 4월 24일)
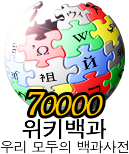
한국어 위키백과 문서 개수 70,000개 달성 당시 로고 (2008년 8월 7일)
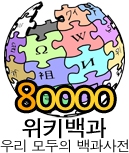
한국어 위키백과 문서 개수 80,000개 달성 당시 로고 (2008년 11월 20일)
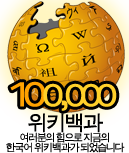
Korean 한국어 위키백과 문서 개수 100,000개 달성 당시 로고 (2009년 6월 4일)
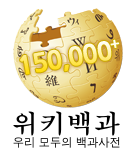
한국어 위키백과 문서 개수 150,000개 달성 당시 로고 (2010년 12월 15일)
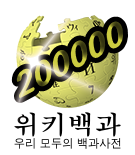
한국어 위키백과 문서 개수 200,000개 달성 당시 로고 (2012년 5월 19일)
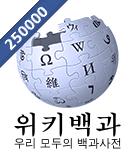
한국어 위키백과 문서 개수 250,000개 달성 당시 로고 (2013년 10월 3일)
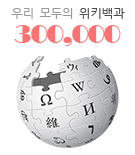
한국어 위키백과 문서 개수 300,000개 달성 당시 로고 (2015년 1월 5일)
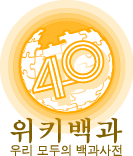
한국어 위키백과 문서 개수 400,000개 달성 당시 로고 (2017년 10월 22일)
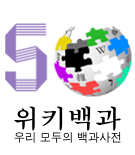
한국어 위키백과 문서 개수 500,000개 달성 당시 로고 (2020년 6월 15일)
한국어 위키백과 문서 개수 600,000개 달성 당시 로고 (2022년 8월 16일)

## 같이 보기
- 영어 위키백과
- 위키백과
- 언론에 보도된 위키백과
- 위키백과:통계
- 위키백과에 대한 비판